# Sklerotium

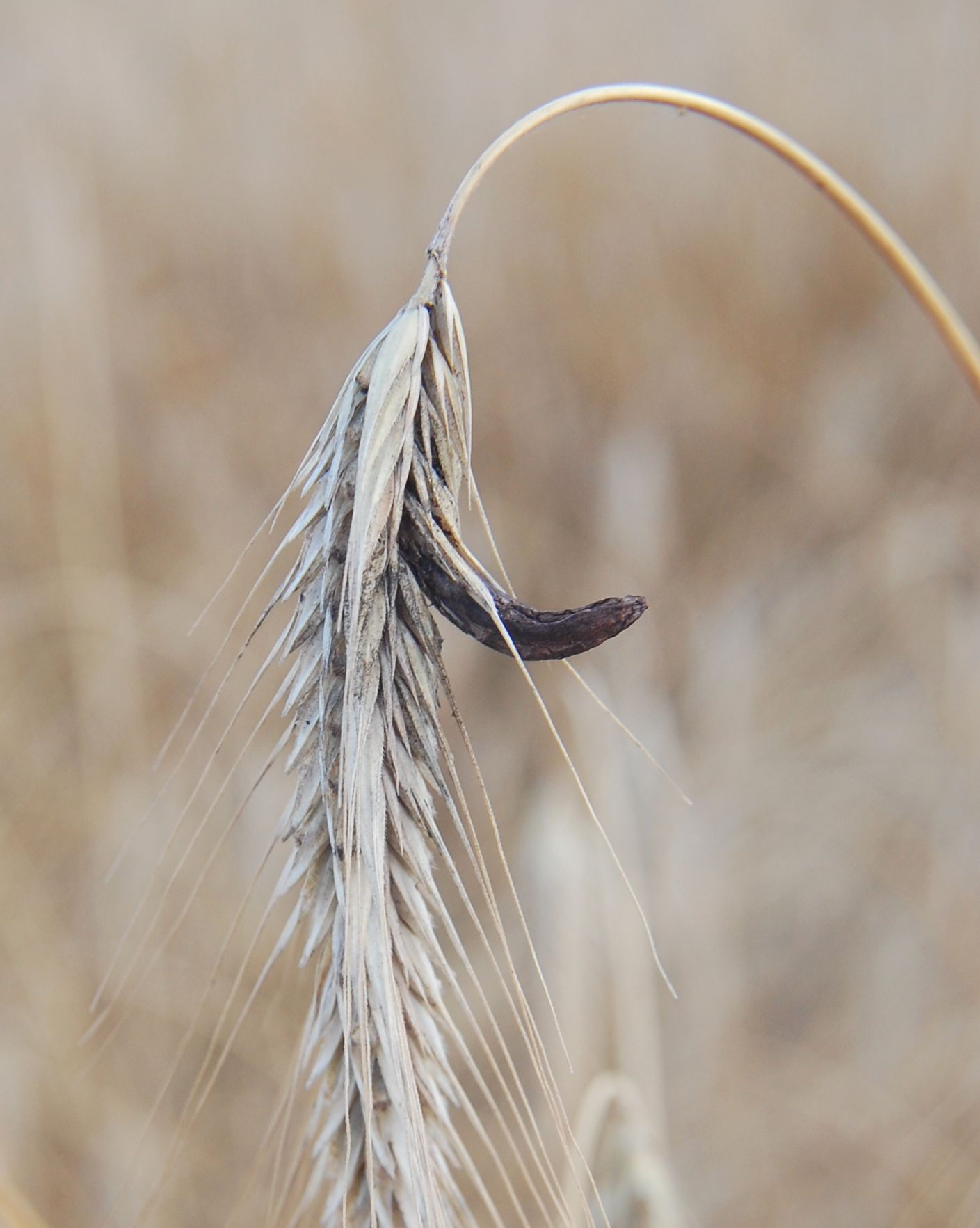
Svampsjukdomen mjöldryga utgörs i själva verket av sklerotier av sporsäcksvampen Claviceps purpurea

Sklerotium (plural: sklerotier) är en hos vissa svampar en hård, fast och oftast klot- eller knölformig bildning liknande en cysta. Den är sammansatt av cellvävnad samt hyfer och vanligtvis omgärdad av ett yttre, mörkt barkliknande lager. En typisk form av sklerotium hittas hos mjöldryga.

## Källhänvisningar
1. ↑  "sklerotium". NE.se. Läst 24 november 2014.